# 8-cm-Luftfahrzeugabwehrkanone M. 14
Die 8-cm-Luftfahrzeugabwehrkanone M.14, kurz 8-cm-Lfa.-Kanone M.14, war eine Flugabwehrkanone Österreich-Ungarns und wurde im Ersten Weltkrieg eingesetzt.

## Entwicklung
Bei Ausbruch des Ersten Weltkrieges waren keine Flugabwehrkanonen in Österreich-Ungarn vorhanden und die oberste Heeresverwaltung musste Lösungen finden. Zu dieser Zeit gab es weder Flugabwehrformationen, noch waren die Geschütze ballistisch und schießtechnisch in der Lage einen Steilschuss durchzuführen. Auch die Truppe verlangte nach einer Möglichkeit zur Abwehr von gegnerischen Flugzeugen, da man bei zahlreichen Luftangriffen erkannt hatte, dass Gewehr- und Maschinengewehrfeuer völlig wirkungslos war. Zudem stand die österreich-ungarische Industrie bereits unter einer hohen Belastung, wodurch ein Neubau einer Flugabwehrkanone nahezu unmöglich war.
Die österreich-ungarische Heeresverwaltung entschloss sich, eine Anzahl von bereits hergestellter Kanonen für das Ausland von Škoda in Pilsen zu requirieren und auf spezielle Räderlafetten zu setzen. Dieses Geschütz erhielt die Bezeichnung 8-cm-Luftfahrzeugabwehrkanone M.14.

## Technische Beschreibung
Die neue Flugabwehrkanone basierte auf der 8-cm-Feldkanone M.05 und wurde auf eine radförmige Bettung gesetzt und glich im Aufbau den deutschen 7,7-cm-Flugabwehrkanonen der Friedrich Krupp AG und Rheinmetall. Das Geschütz lag dabei auf einem Protzstock, welcher auf einem Schlitten lagerte und seitliches Richten um 360 Winkelgrad ermöglichte. Damit sich die Räder nicht in einen weichen Boden eingruben, liefen sie bei der Drehung auf einer speziellen Radbahn. Das Höhenrichtfeld lag zwischen −10 und +80 Winkelgrad.
Die verwendete Munition war identisch mit der 8-cm-Feldkanone M.05 und bestand aus Schrapnellen und Granaten mit Doppelzünder ohne Aufschlagzünder. Mit einer Mündungsgeschwindigkeit von 500 m/s konnten die 6,64 kg schweren Granaten bis zu 7 km weit geschossen werden. Die maximale Steighöhe betrug 3,8 km.

## Einsatz
Das Geschütz hatte vor allem bei der Drehung große Probleme. Ein seitliches Richten war durch die Radbahn zwar um 360 Winkelgrad möglich, dazu musste aber die gesamte Lafette bewegt werden. Auch war die Bedienung durch die Kanoniere nicht einfach, da die Richtmittel umständlich verbaut und angeordnet waren. Im späteren Verlauf behob man dieses Problem durch einen Aufsatz am Lafettenende. Dies beschleunigte und vereinfachte die Handhabung der Flak erheblich. Da die Flak nicht über einen halbselbsttätigen Verschluss verfügte, konnte keine hohe Feuergeschwindigkeit wie bei den deutschen Gegenstücken erreicht werden. Die ballistischen Eigenschaften hingegen waren fast identisch mit der 7,7-cm-leichten Kraftwagenflak L/27 von Krupp und Rheinmetall.
Trotz einiger Mängel, welche nach und nach teilweise behoben wurden, bewährte sich die Flugabwehrkanone im Krieg und erfüllte alle gestellten Anforderungen.